# 欽奇佩縣
4°52′S 79°8′W / 4.867°S 79.133°W
欽奇佩縣（西班牙語：Cantón Chinchipe），是厄瓜多爾的縣份，位於該國南部，由薩莫拉-欽奇佩省負責管轄，始建於1921年1月5日，面積1,194平方公里，2001年人口8,495，人口密度每平方公里7.11人。